# Victoire de l'album de musiques traditionnelles ou de musiques du monde
La Victoire de l'album de musiques traditionnelles ou de musiques du monde de l'année est une ancienne récompense musicale française décernée annuellement lors des Victoires de la musique de 1992 à 2019. Elle venait primer le meilleur album de musique traditionnelle ou musiques du monde (ce vocable renvoyant aux musiques traditionnelles non-françaises) selon les critères d'un collège de professionnels.

## Palmarès

### Années 1990
- 1992 : Nouvelles Polyphonies corses de Les Nouvelles Polyphonies corses
- 1993 : Immensément de Robert Charlebois
- 1994 : Renaud cante el' Nord de Renaud
- 1995 : Polyphonies de Voce Di Corsica
- 1996 : Dan Ar Braz et les 50 musiciens de l'Héritage des Celtes en concert de Dan Ar Braz et l'Héritage des Celtes
- 1997 : I Muvrini à Bercy de I Muvrini
- 1998 : Finisterres de Dan Ar Braz et l'Héritage des Celtes (2)
- 1999 : Clandestino de Manu Chao

### Années 2000
- 2000 : Café Atlantico de Cesária Évora
- 2001 : Made in Medina de Rachid Taha
- 2002 : Próxima Estación: Esperanza de Manu Chao (2)
- 2003 : Umani de I Muvrini ex æquo avec Françafrique de Tiken Jah Fakoly
- 2004 : Voz d'amor de Cesária Évora (2)
- 2005 : Dimanche à Bamako de Amadou et Mariam
- 2006 : Mesk Elil de Souad Massi
- 2007 : Canta d'Agnès Jaoui
- 2008 : Yael Naim de Yael Naim
- 2009 : Tchamantché de Rokia Traoré

### Années 2010
- 2010 : La Différence de Salif Keita
- 2011 : Handmade de Hindi Zahra
- 2012 : Cantina Paradise de Jehro
- 2013 : Folila de Amadou et Mariam (2)
- 2014 : Illusions de Ibrahim Maalouf
- 2015 : Rivière noire de Rivière noire
- 2016 : Homeland d'Hindi Zahra (2)
- 2017 : Far From Home de Calypso Rose
- 2018 : Lamomali de -M-, Toumani Diabaté, Sidiki Diabaté, Fatoumata Diawara (Lamomali)
- 2019 : LOST de Camélia Jordana[1]